# Pryshyb (Kremenchuk)
Pryshyb (ucraniano: Приши́б) es un municipio rural y pueblo de Ucrania perteneciente al raión de Kremenchuk de la óblast de Poltava.
En 2020, el municipio tenía una población de unos dos mil quinientos habitantes, de los que unos mil vivían en el propio pueblo de Pryshyb y el resto repartidos en doce pedanías. El municipio se creó en 2015 mediante la fusión de los consejos rurales de Pryshyb y Kobeliáchok, a los que se añadió poco después el de Komendántivka. Además de estos tres pueblos, forman parte del actual municipio otros diez: Yerýstivka, Robótivka, Mályky, Dabýnivka, Kolísnyky, Krynychne, Oleksandriya, Pylýpenky, Porubayí y Cheremushky.
Se ubica unos 20 km al este de la capital distrital Kremenchuk, a orillas del río Kobeliáchok.

## Historia
Según la historiografía local, el pueblo habría sido fundado en el siglo XVI como una fortaleza, por cosacos procedentes de Keleberdá. Sin embargo, no aparece claramente en documentos hasta el siglo siguiente. En el Imperio ruso formó parte de la vólost de Kobeliáchok, en el uyezd de Kremenchuk de la gobernación de Poltava. Antes de la formación del actual municipio en 2015, Pryshyb era sede de un consejo rural, que únicamente incluía como pedanías a Yerýstivka y Robótivka.